# تپه زغلغ‌تپه‌سی
تپه زغلغ تپه سی مربوط به هزاره اول قبل از میلاد است و در شهرستان مشگین‌شهر، بخش ارشق، شهر رضی واقع شده و این اثر در تاریخ ۲۸ اسفند ۱۳۸۵ با شمارهٔ ثبت ۱۹۰۰۸ به‌عنوان یکی از آثار ملی ایران به ثبت رسیده است.